# Неделево
Неде́лево (болг. Неделево) — село в Пловдивській області Болгарії. Входить до складу общини Сиєдиненіє.

## Населення
За даними перепису населення 2011 року у селі проживали 459 осіб.
Національний склад населення села:
| Національність   | Кількість осіб | Відсоток |
| ---------------- | -------------- | -------- |
| болгари          | 322            | 70,8%    |
| турки            | 85             | 18,7%    |
| цигани           | 45             | 9,9%     |
| Всього відповіли | 455            |          |

Розподіл населення за віком у 2011 році:
Динаміка населення: